# 小乔治·赫伯特·沃克
小乔治·赫伯特·沃克（1905年11月24日—1977年11月29日）是一位美国企业家和政治人物，是老乔治·赫伯特·沃克的长子，第41任美国总统乔治·赫伯特·沃克·布什的舅舅，第43任美国总统乔治·沃克·布什的舅公。